# Капля Солнца
«Капля Солнца» (англ. Cora Sun-Drop Diamond), также «Осколок Солнца», «Слеза Солнца» — уникальный бриллиант, обладающий рядом высочайших характеристик среди бриллиантов вообще и рекордными — в своём классе.

## История
Сырой алмаз был добыт в 2010 году в кимберлитовых рудниках Южно-Африканской Республики. Огранку камня производила крупная алмазообрабатывающая компания США — Cora International LLC, N.Y., потратившая на выбор подходящей формы и на филигранное воплощение замысла около полугода. Получив бриллиант, компания обратилась за экспертным заключением в Геммологический институт Америки (англ. Gemological Institute of America, GIA), широко известный разработкой и поддержкой эталонной системы оценки бриллиантов.
Анализом установлен возраст камня не менее 1 млрд лет; редкий ярко-жёлтый цвет обусловлен высоким содержанием в кристаллической структуре алмаза связанных молекул азота; при этом они распределены настолько равномерно, что прозрачность камня близка к идеальной. Вероятность такого равномерного распределения инородных включений при таком внушительном размере алмаза ничтожно мала, что делает его исключительно редким. Бриллиант был сертифицирован как «фантазийный», — то есть высшей категории, — по цвету и чистоте, и как крупнейший ярко-жёлтый грушевидный алмаз в мире. Эксперты назвали и приблизительную стоимость бриллианта — от 11 до 15 млн долларов.
В качестве предпродажной подготовки в феврале 2011 года «молодой» драгоценный камень ненадолго стал экспонатом Музея естествознания в Лондоне, где экспонировался вместе с «Пирамидой надежды», — уникальной коллекцией из 296 цветных алмазов, собранной стараниями корпорации «Aurora Gems», — а уже 15 ноября 2011 года бриллиант был продан на аукционе в Женевском отделении аукционного дома «Сотбис» анонимному телефонному покупателю за 12,4 млн долларов, из которых 1,5 млн составили комиссионные сборы аукциона. Некоторые комментаторы отметили, что цена продажи оказалась на 100 тыс. долларов ниже нижнего порога в 11 млн долларов, установленного предварительной оценкой экспертов GIA, но даже при этом представители «Сотбис» утверждали, что лотом «Капли Солнца» был поставлен абсолютный ценовой рекорд в расчёте на один карат алмазов жёлтого цвета.

## Параметры
- Масса — 110,03 карат, или 22,06 грамма (большинство бриллиантов имеют массу менее одного карата, то есть не более 0,2 грамма);
- Цвет — яркий лимонно-жёлтый (большинство бриллиантов бесцветны или едва тонированы);
- Чистота — VVS1 по стандарту GIA (2.2 по ТУ 25-07.1319-77), то есть под 10-кратным увеличением при просмотре с тыльной стороны (через павильон) «в центральной зоне различимы не более трёх незначительных светлых точек или в средней и периферийных зонах не более двух дефектов в виде незначительных тёмных точек или полосок»[9][10];
- Огранка — «фантазийная» огранка в виде груши (Г-56) на 56 граней: 32 фасета в верхней части, 23 — в нижней.
- Размер — 3,94 см в высоту, 2,83 см в ширину[3].